# Eupeodes kirgizorum
Eupeodes kirgizorum är en tvåvingeart som först beskrevs av Peck 1969.  Eupeodes kirgizorum ingår i släktet fältblomflugor, och familjen blomflugor. Inga underarter finns listade i Catalogue of Life.